# Eupithecia implorata
Eupithecia implorata es una especie de polilla de la familia Geometridae. La especie fue descrita por primera vez por George Duryea Hulst habiendo sido descrita en 1896, con distribución en el oeste de Estados Unidos. El holotipo de la especie fue descrita a poca distancia del poblado de Havilah en California, un espécimen femenino y descrita en ese entonces dentro del género Tephroclystia.

## Distribución
E. implorata se encuentra en los estados de Nuevo México y California de Estados Unidos. Tiene gran parecido a otra especie del oeste de Estados Unidos, Eupithecia nevadata, del que se distingue por su morfología genital. La polilla se localiza en regiones boscosos.